# Leptostylis micrantha
Leptostylis micrantha är en tvåhjärtbladig växtart som beskrevs av Georges Eugène Charles Beauvisage. Leptostylis micrantha ingår i släktet Leptostylis och familjen Sapotaceae. Inga underarter finns listade i Catalogue of Life.